# Mycale pectinicola
Mycale pectinicola är en svampdjursart som beskrevs av Jörn Hentschel 1911. Mycale pectinicola ingår i släktet Mycale och familjen Mycalidae. Inga underarter finns listade i Catalogue of Life.